# Mecistogaster martinezi
Mecistogaster martinezi is een libellensoort uit de familie van de reuzenjuffers (Pseudostigmatidae), onderorde juffers (Zygoptera).
De wetenschappelijke naam van de soort is voor het eerst geldig gepubliceerd in 1985 door Machado.